# Падилья, Исаак
Исаак Каньядас Падилья (исп. Isaac Padilla Cañadas; 23 марта 1996, Оспиталет, Испания) — испанский футболист, нападающий клуба «Реус Депортиу B».

## Биография
Занимался футболом в командах «Ла Флорида», «Корнелья», «Дамм» и «Эспаньол». В сезоне 2013/14 выступая за «Дамм» забил 17 голов в 24 матчах, после чего получил приглашение от «Барселоны». Находясь в составе юношеской команды «Барселоны» также являлся одним из лучших бомбардиров и играл в юношеской лиге УЕФА. Летом 2015 года перешёл в «Барселону B», однако за команду так и не сыграл из-за травмы.
Летом 2016 года стал игроком второй команды «Сабаделя». В составе дубля провёл полгода, играя в четвёртом по значимости дивизионе Испании.
В январе 2017 года подписал контракт с андоррской «Сан-Жулией». Дебют в чемпионате Андорры состоялся 5 февраля 2017 года в игре против «Лузитанса». Главный тренер Луис Бланко выпустил испанца в начале второго тайма, а он забил гол в ворота соперника, что позволило команде сыграть вничью (1:1). В андоррском дерби против «Санта-Коломы», 8 апреля 2017 года, Падилья отметился забитым хет-триком. Однако встреча завершилась со счётом (3:3).
В августе 2017 года Исаак подписал контракт с резервной командой клуба «Реус Депортиу».